# Alexej Manvelov
Alexej Manvelov (Moskou, 31 maart 1982) is een Zweeds acteur.

## Biografie
Manvelov groeide op in de Sovjet-Unie. Zijn moeder is een Russische en zijn vader komt uit Syrië en is van Koerdische afkomst. Op 10-jarige leeftijd verhuisde het gezin naar Zweden en groeide hij verder op in Ljungsbro en Linköping. Hij begon te acteren in 2009 en speelde al in vele series mee, vaak speelt hij iemand met een andere etnische achtergrond.  
In Innan vi dör, dat ook op Canvas uitgezonden werd, speelde hij de Kroatische maffiabaas Davor.  
In de Noorse serie Okkupert, die ook op Netflix te zien is, speelde hij de Rus Nikolaj en in Undercover de Armeen Victor Bilzarian.  
In de HBO miniserie Chernobyl speelde hij de Armeen Garo.  
In 2025 speelde hij de rol van de Syrische asielzoeker/rechercheur Akram Salim in de Netflix-serie Dept.Q. 
- Library of Congress Control Number: no2021080627
- Virtual International Authority File: 7091159248360904870004